# Rådgivare
Rådgivare betecknar i regel en erfaren och/eller specialiserad senior person från vilken högre politiker, ämbetsmän och företagsledare söker hjälp och förslag. En äldre benämning är rådsförvant.

## Exempel på titlar baserade på en roll som rådgivare
- Ambassadråd
- Arbetarråd
- Atområd
- Bergsråd
- Borgarråd
- Departementsråd
- Ekonomiskt råd
- Elevråd
- Etatsråd
- Finansråd
- Forskningsråd
- Förvaltningsråd
- Geheimeråd
- Handelsråd
- Hertigligt råd
- Hovrättsråd
- Hovråd
- Insynsråd
- Kammarråd
- Kammarrättsråd
- Kansliråd
- Kommerseråd
- Kommunalråd
- Konferensråd
- Krigsråd
- Justitieråd
- Kollegieråd
- Kungligt råd
- Kyrkoråd
- Landstingsråd
- Lantråd
- Länsråd
- Medicinalråd
- Ministerråd
- Oppositionsråd
- Regeringsråd
- Riksråd
- Rikskansliråd
- Rättsråd
- Stadsråd
- Statsråd
- Ungdomsråd
- Utrikesråd